# Kaliforniai dió
A kaliforniai dió (Juglans californica) a diófák (Juglans) nemzetségébe tartozó faj. Ezt a diófélét a California Native Plant Society a J. hindsiivel hozza összefüggésbe. A diófák nemzetségének egy 2007-es molekuláris vizsgálata a Rhysocaryonokhoz sorolta.

## Előfordulása
Kaliforniában endemikus. Főleg az állam déli részén fordul elő. Az itt történt nagyarányú emberi tevékenység következtében élőhelye jelentősen megfogyatkozott.

## Megjelenése
Legtöbb 10 méter magasra növő kis fa vagy alacsonyan elágazó cserje. Vastag kérge mélyen barázdált.
Levelei összetettek, szórt levélállásúak, páratlanul szárnyaltak. A levélkék száma 11-19, hosszúkás alakúak, szélük fogazott.

## Képek

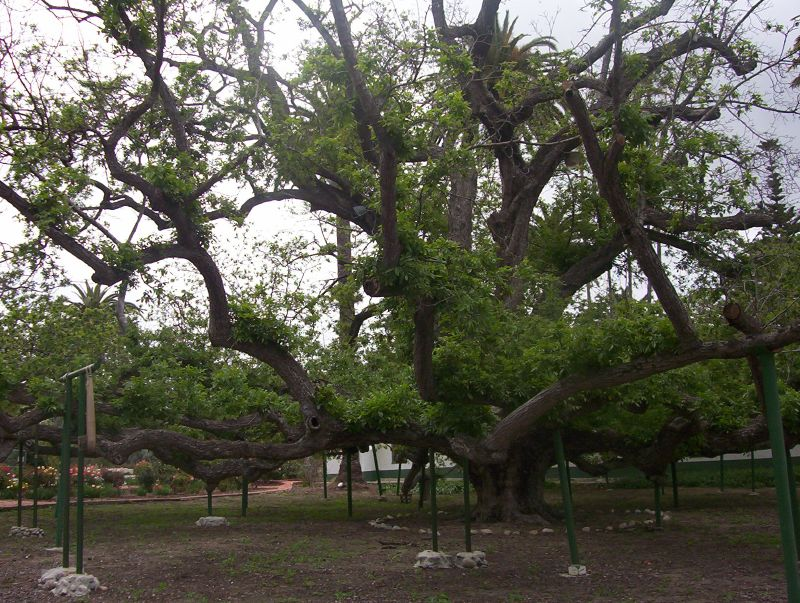
habitusa
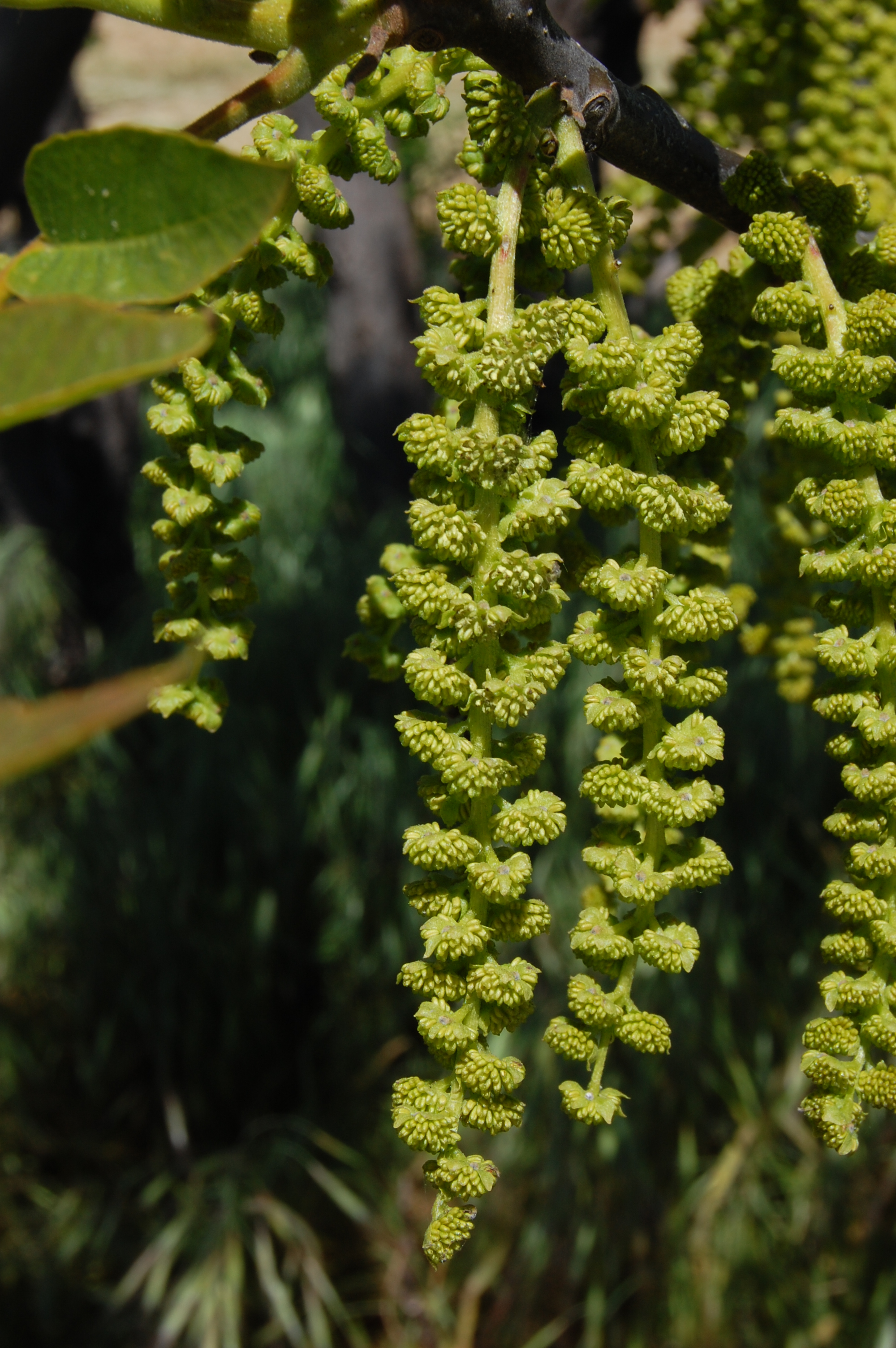
Virágzata
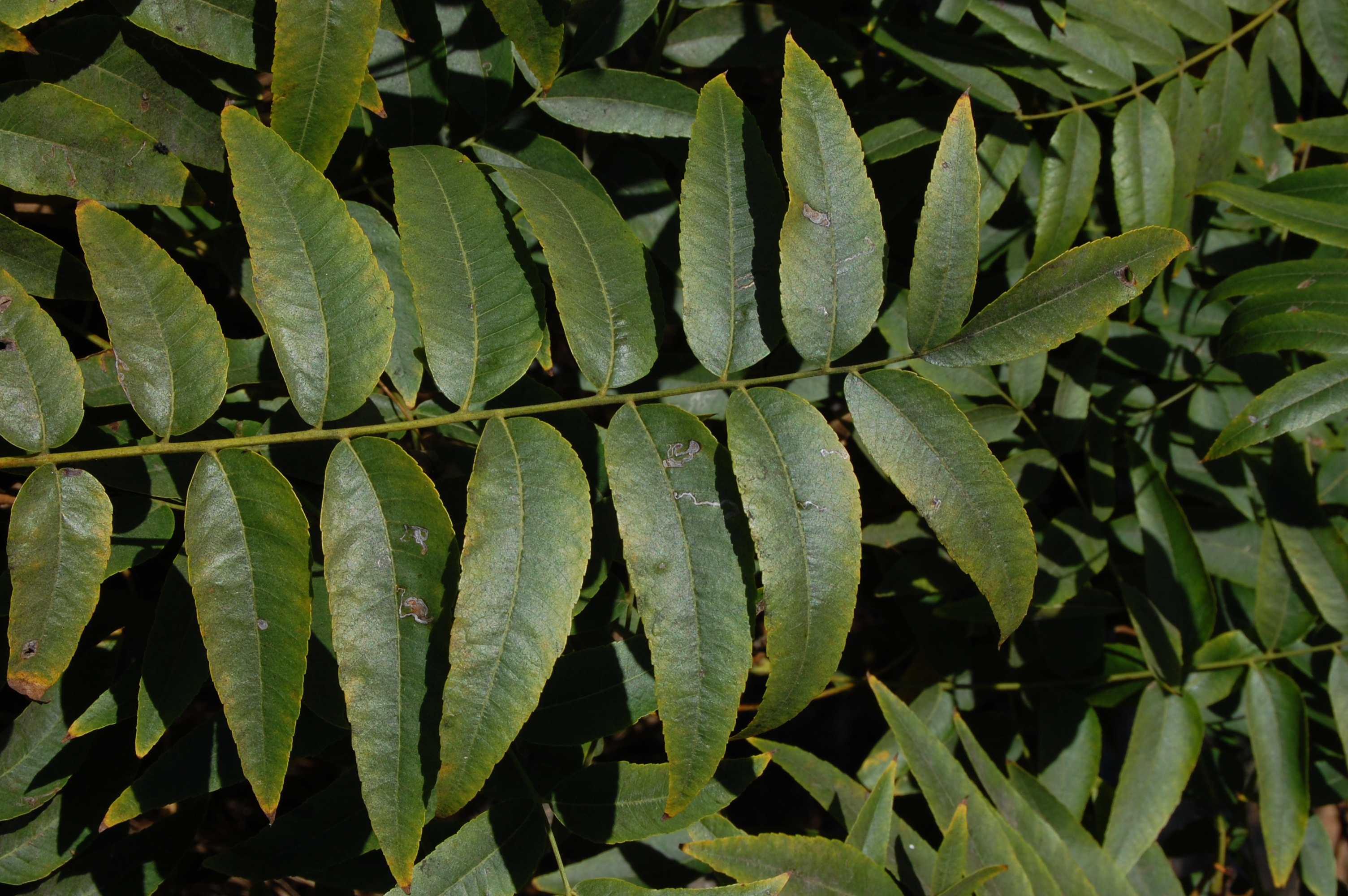
Levelei
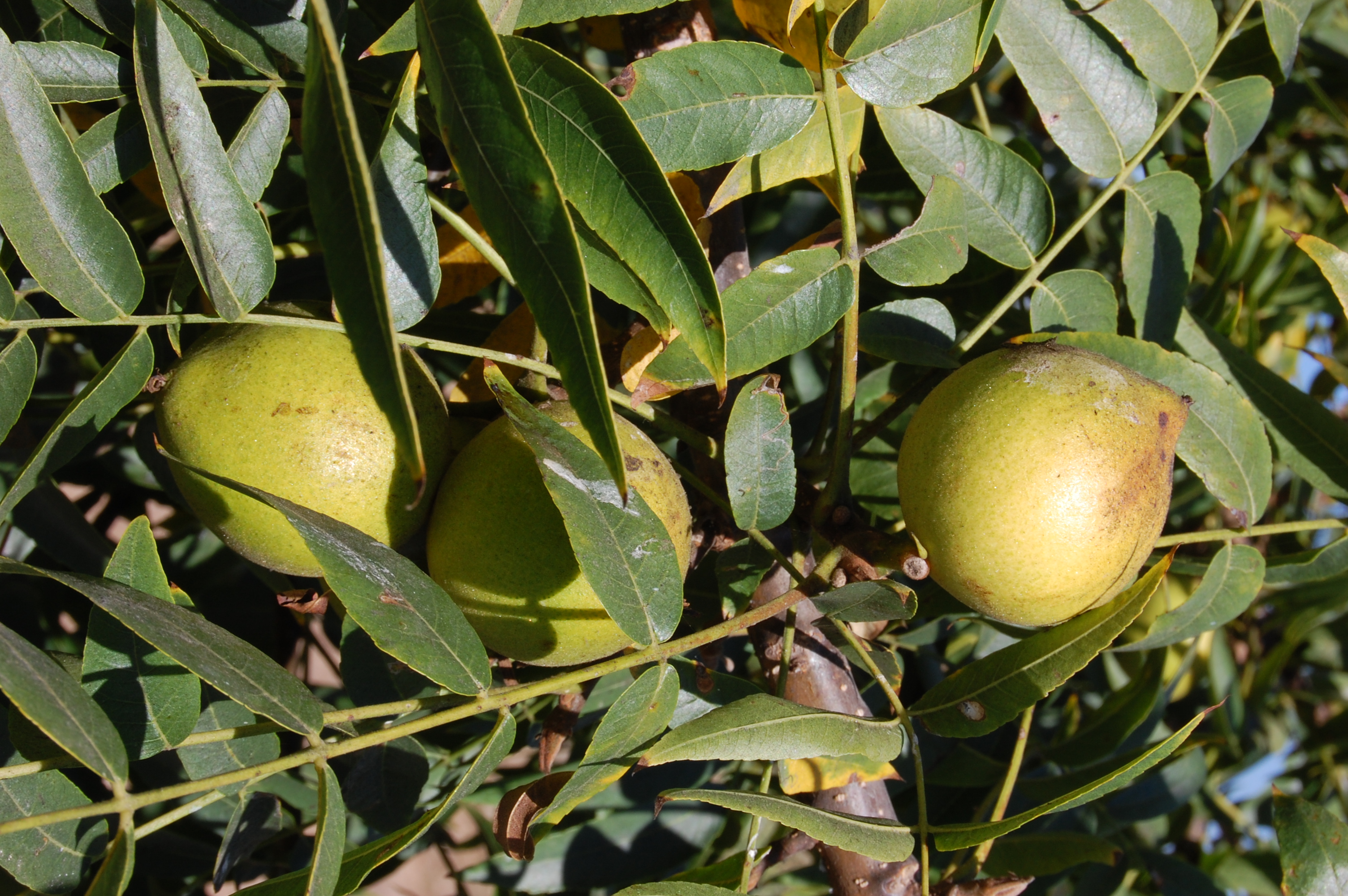
Termése
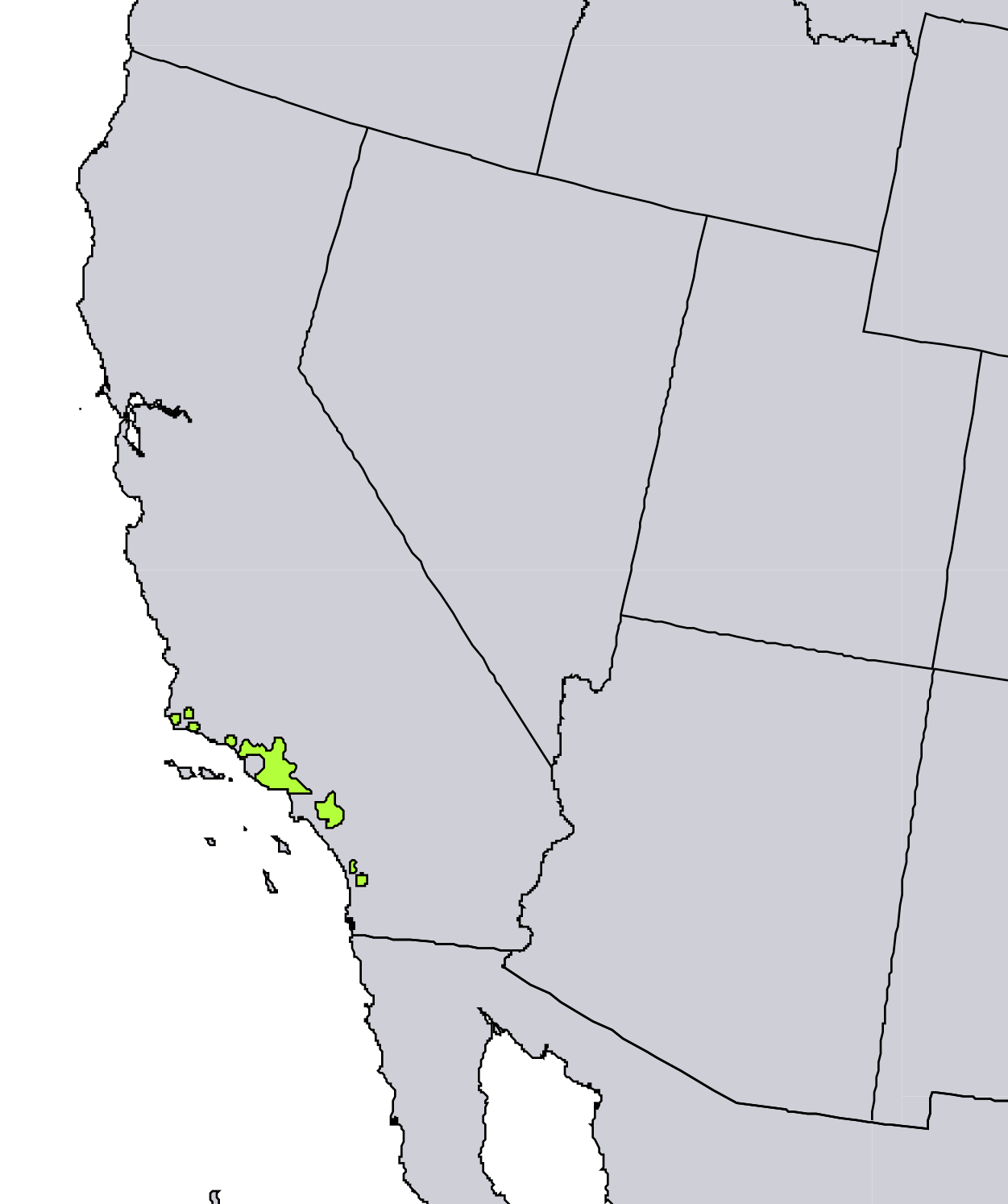
Elterjedési területe